# Zabytki w Kowarach
 Zabytki Kowar

## Kościół parafialny pw. Najświętszej Maryi Panny

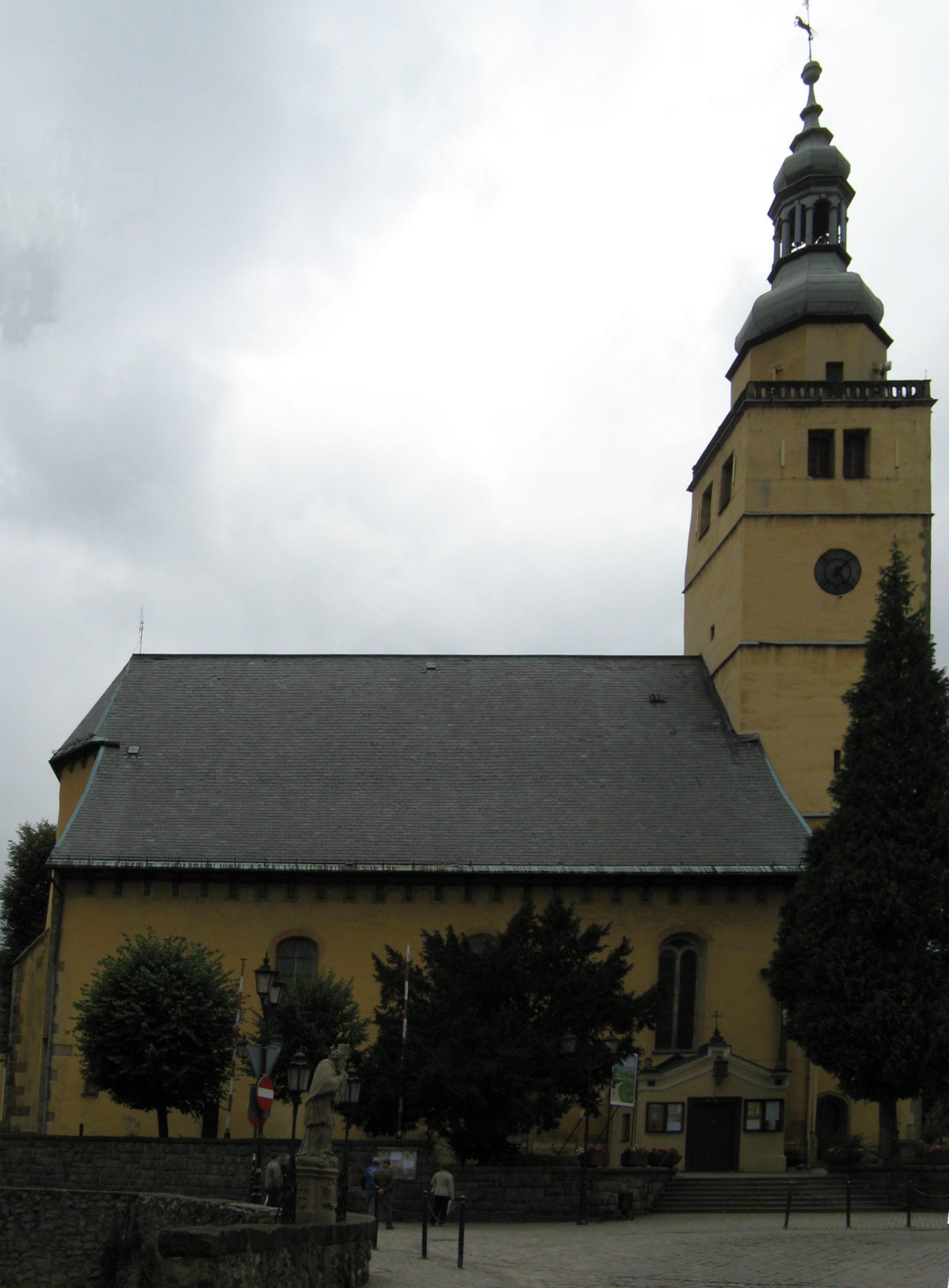
Kościół pw. NMP

Kościół znajduje się na Placu Franciszkańskim, jednym z centralnych placów Kowar. Zbudowany jest w stylu gotyckim z ozdobną wieżą. Pierwsza historyczna notka o kowarskim kościele pochodzi z 1225 roku. W 1549 roku kościół wraz z przyległościami zakupili ewangelicy. W późniejszym okresie uległ on dwóm pożarom, w wyniku których zatracił swój pierwotny charakter. W roku 1674 wieża kościelna została przebudowana i otrzymała hełm, który został jednak zerwany nieco ponad 100 lat później. Kościół ma ciekawe polichromie wymalowane przez Jana Lorenza na kościelnym drewnianym sklepieniu. W nawach kościoła znajdują się liczne figury przedstawiające Marię w białych szatach, Trójcę Świętą czy Wizję końca świata. Istnieje również przedstawienie Arki Przymierza czy obraz Wiary, Nadziei i Miłosierdzia. Ołtarz główny wybudowany został w stylu późnobarokowym, tak jak ołtarze Matki Boskiej z Dzieciątkiem, Św. Rodziny, Św. Anny, Św. Krzyża, Św. Aleksego i ołtarz w kaplicy Dzieciątka Jezus. Cennymi zabytkami są dwie wolnostojące figurki: św. Jana Nepomucena i św. Karola Boromeusza. W roku 1934 kościół doczekał się renowacji wnętrza, a w latach 1933–1935 miasto zmniejszyły i jednocześnie podniosły plac przed kościołem. W bezpośrednim sąsiedztwie kościoła znajdują się barokowe kaplice, z których najcenniejsze to kaplica burmistrza Kleinerta z około 1734 roku, oraz kaplica rodziny Buchwald i Butner datowana na lata 1730–1734.

## Ratusz

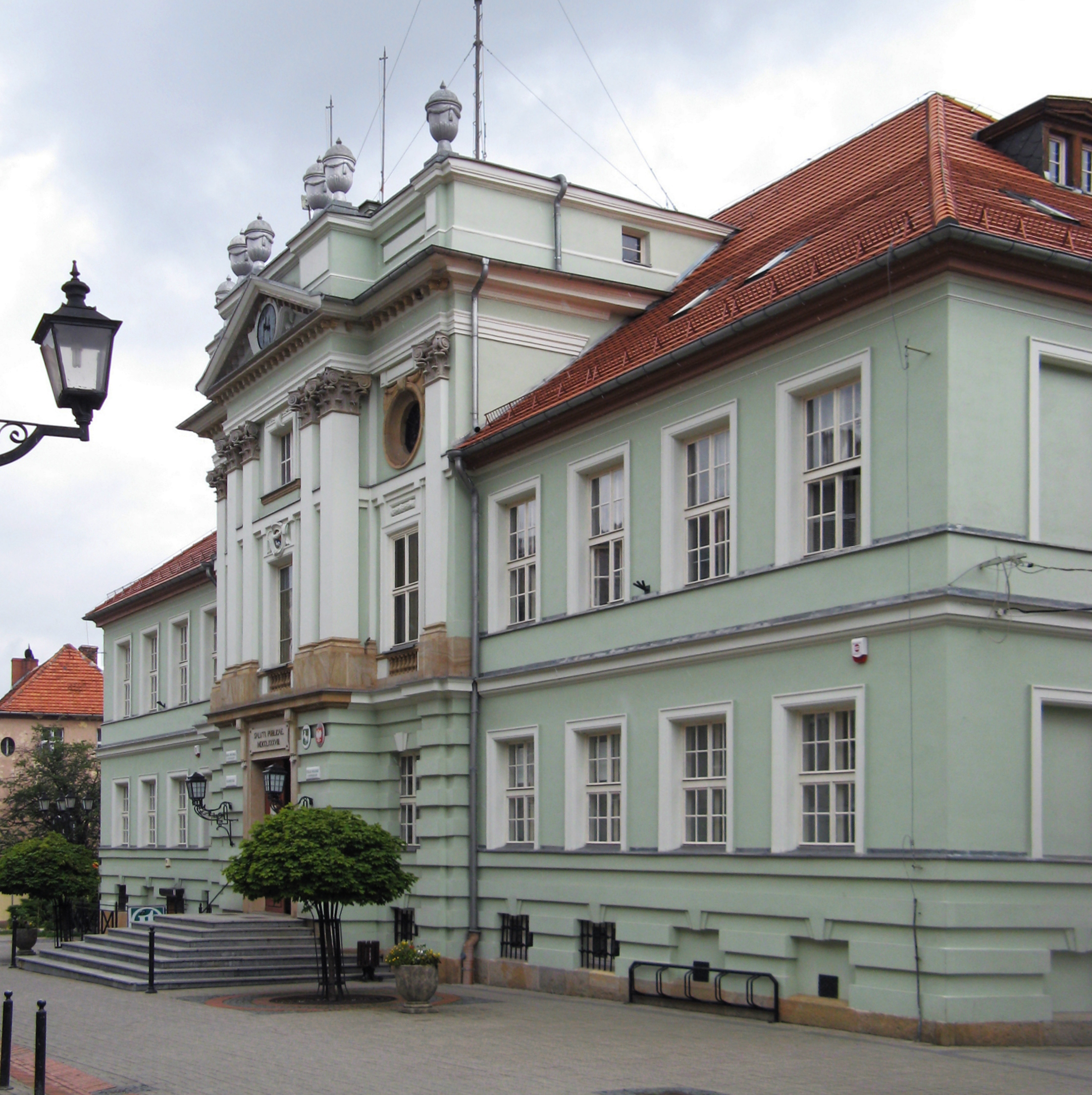
Ratusz

W pierwszych latach istnienia miasta, a już na pewno w roku nadania praw miejskich, a więc w 1513, Kowary posiadały już budynek pełniący funkcję ratusza. Był to tzw. Dom Sądowy. Prawdopodobnie został on mocno zniszczony w czasie wojen husyckich, i spłonął w jednym z pożarów. W 1786 roku zniszczony, nieciekawy i mało reprezentacyjny budynek wyburzono, a na jego fundamentach wybudowano nowy obiekt. Obecny ratusz w stylu klasycystycznym wzniesiony został w latach 1786–1789. Budowa tego dwukondygnacyjnego, podpiwniczonego budynku ze strychem kosztowała ponad 8 tysięcy ówczesnych talarów. W okresie powojennym ratusz kilkakrotnie przechodził remonty, ostatni w 2003 roku, kiedy odnowiono całą elewację malując budynek na jasnozielony kolor. Budynek ten do dzisiaj pełni swą pierwotną funkcję – mieści się tutaj Urząd Miasta Kowary.

## Plebania

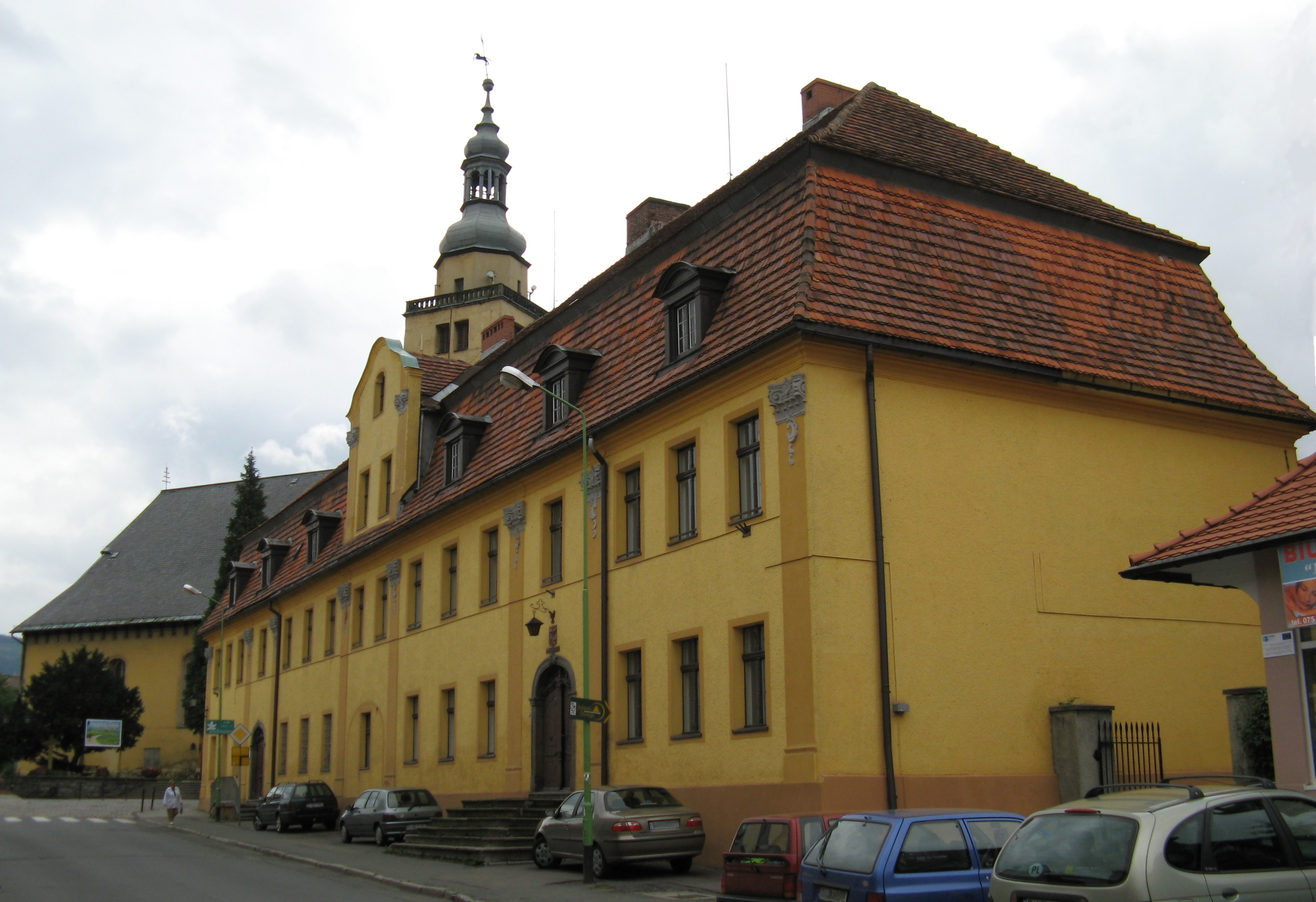
Plebania

Budynek plebanii umiejscowiony jest na placu Franciszkańskim obok kościoła parafialnego pw. Najświętszej Maryi Panny. Został wybudowany w latach 1779–1783. Wybudowany w stylu barokowym posiada rokokową fasadę. W roku 2003 w wyniku przeprowadzonego remontu uzyskał nowy kolor elewacji.

## Kaplica św. Anny
Kaplica wybudowana w stylu późnobarokowym. Powstała w roku 1312, kiedy powiększono kościół. Jednak uległa zawaleniu, a remont i zabezpieczenie ruin nastąpiło w 1772 roku. Mury zbudowane są z kamienia łamanego, łączonego gruboziarnistą zaprawą. Wewnątrz znajduje się późnobarokowe wyposażenie. 

## Starówka

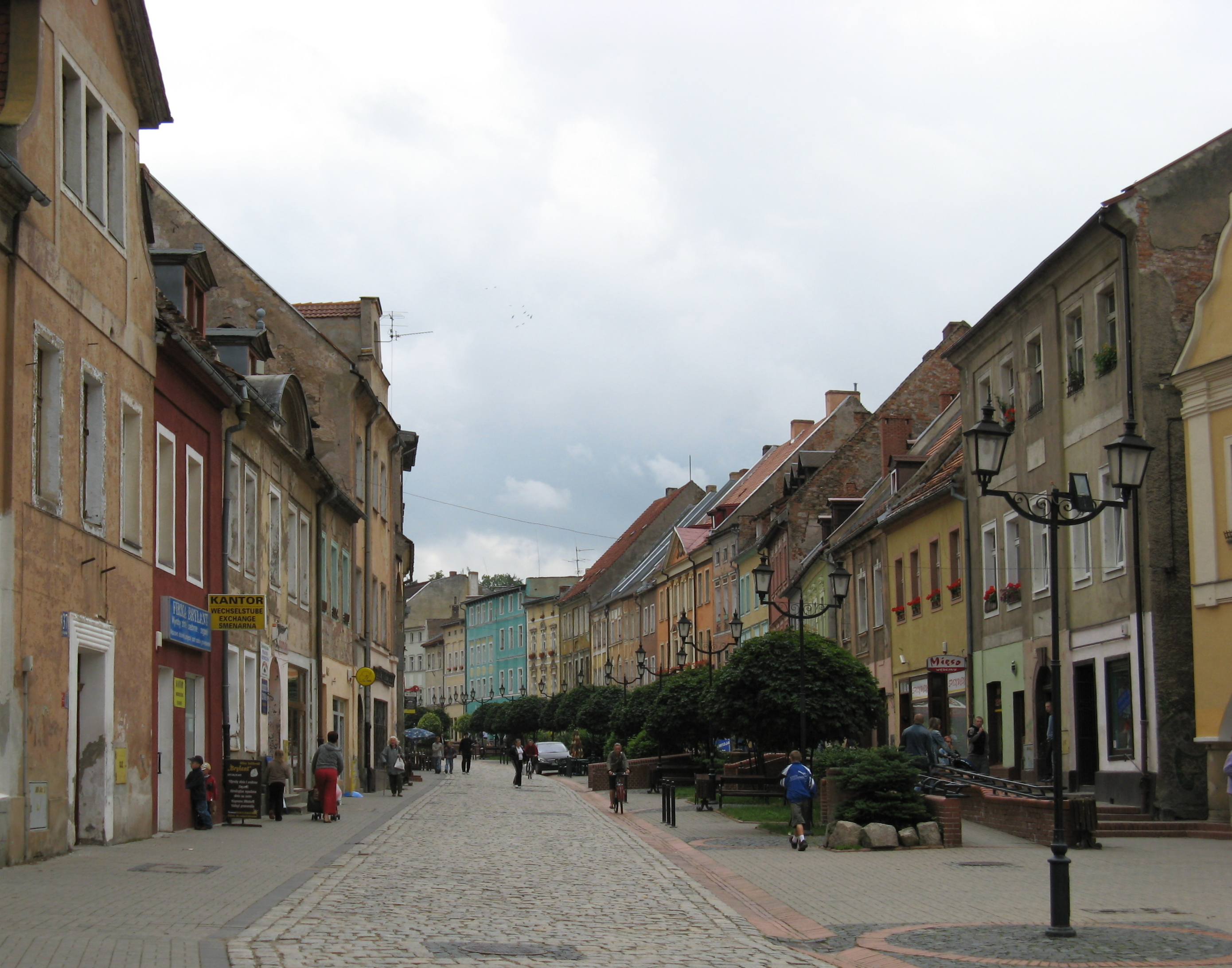
Starówka - ul. 1 Maja

Starówka zlokalizowana jest na obszarze ulicy 1 Maja – od placu Franciszkańskiego, przy którym stoi kościół parafialny i plebania – do placu przy kowarskim Ratuszu. Teren ten zabudowany jest kamienicami, zbudowanymi w większości po 1792 roku. Starówka została wyłączona z ruchu kołowego i stanowi deptak miejski.

## Zespół pałacowy Radociny
W skład zespołu pałacowego wchodzi pałac oraz park. Pałac, zwany jest też Nowym Dworem, zbudowany został w 1570 roku przez hrabiego von Schaffgotscha. W XVII wieku został gruntownie przebudowany. Przy południowo-wschodniej elewacji wznosi się kwadratowa wieża. Na szczególną uwagę zasługuje dawna loggia, w której w podcieniu po zamurowaniu umieszczono kartusz z herbem von Zedlizów. 
Park pałacowy pochodzący z XIX wieku, zachował się w dość dobrym stanie.

## Wzgórze Radziwiłłówka z Pałacem Ciszyca
Na szczycie wzgórza znajdują się ruiny zamku myśliwskiego pochodzącego z 1790 roku, u podnóża pozostałości folwarku i Pałac Ciszyca. W pobliżu znajduje się stary park z wieloma pomnikami przyrody. Pałac jest budowlą klasycystyczną wybudowaną na początku XIX wieku.

## Zespół szpitalny
Zespół zabudowań dawnego szpitala z około 1905 roku, w skład którego wchodzą m.in.: budynek główny, budynek dyrekcji, magazyn, dawna leżakownia, dawny dom ogrodnika, cztery domy mieszkalne, hydrofornia, willa mieszkalna pochodząca z 1920 roku i park. Zespół znajduje się przy ulicy Jeleniogórskiej.

## Szpital Wysoka Łąka
Budynki użytkuje Szpital Gruźlicy i Chorób Płuc. Zabudowania powstały w latach 1900–1902 według projektu wrocławskiego architekta Karla Grossena. Grossen wzorował się na zbliżonym wizualnie obiekcie w szwajcarskim mieście Davos. Budynek prezentuje typ zabudowy szachulcowy z licznymi wieżyczkami, werandami i tarasami oraz zegarem. Budynek stoi w otaczającym go parku.

## Szpital Bukowiec

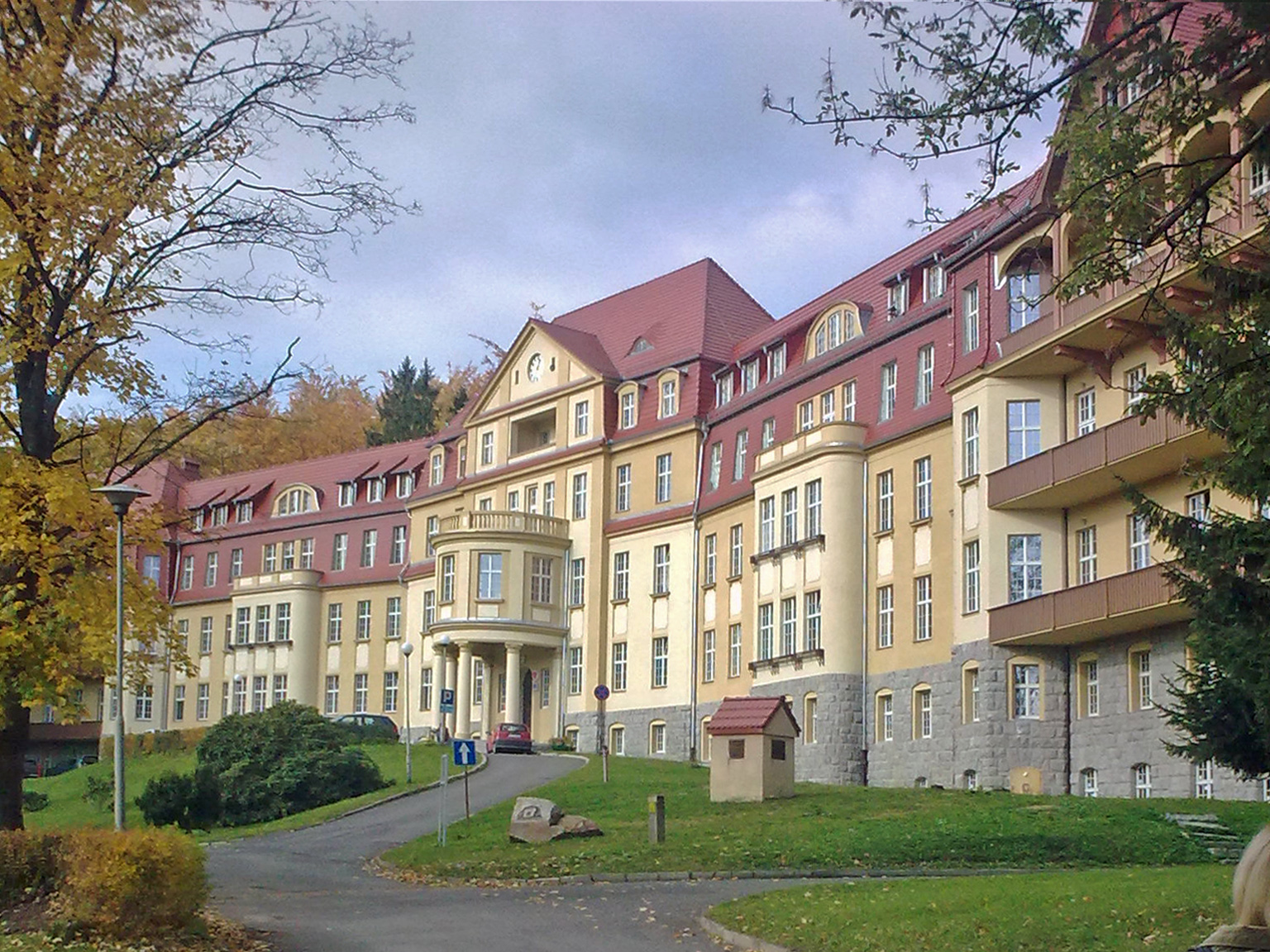
Szpital Bukowiec

Wybudowano go w latach 1916–1920 jako sanatorium. Wzniesiono go na łamanym rzucie. Otoczony jest rozległym parkiem.

## Most kamienny na Jedlicy
Most kamienny na Jedlicy z 1725 roku, wraz z ustawioną na nim kamienną figurą św. Jana Nepomucena. Most znajduje się między Placem Franciszkańskim a ulicą Ogrodową (patrz zdjęcie przy opisie kościoła pw. NMP).

## Dom Treutllera
Dom Treutllera znajduje się przy ulicy 1 Maja 96, pochodzi z okresu późnego baroku i w takim stylu jest utrzymany. W tym domu w sierpniu w 1781 roku mieszkał Fryderyk Wielki.

## Krzyże pokutne
W Kowarach znajdują się dwa krzyże pokutne. Jeden z nich mieści się przy ul. Jeleniogórskiej natomiast drugi, umieszczony na Przełęczy Kowarskiej jest najwyżej położonym pomnikiem tego typu w Polsce.

## Mozaika
Mozaika o wymiarach 8 na 9 metrów, zdobiąca jedną ze ścian Fabryki Dywanów Kowary, na rogu ulic Zamkowej i Ogrodowej. Przedstawia ona olbrzymi dywan szenilowy typu smyrneńskiego (izmirskiego) - właśnie z takich wyrobów dawniej słynęła fabryka w Kowarach. Powstała w 1978 roku jako swoista reklama zakładów i powitanie przyjezdnych. Projekt powstał we wzorcowni zakładu. Przez trzy miesiące pracował nad nim dziesięcioosobowy zespół pod kierownictwem Stanisławy Lewkowicz. Mozaikę ułożono z ponad 169 tysięcy ceramicznych płytek (o wymiarach 2x2 cm każda), wykonanych w Fabryce Porcelany w Wałbrzychu. Maleńkie płytki występują w 18 różnych kolorach.